# Крупина звичайна
Крупина звичайна (Crupina vulgaris) — вид рослин з родини айстрових (Asteraceae), поширений у Північній Африці, Європі, Азії від Туреччини до північно-західного Китаю й північної Індії.

## Опис
Дворічна чи однорічна рослина 40–80 см. Рослина з тонким голим зеленим стеблом. Стеблові листки сидячі, перисторозсічені на вузько-лінійні, частіше дрібнозубчасті сегменти. Кошики в щиткоподібно-волотистому суцвітті, дрібні, майже циліндричні, 3–5-квіткові. Квітки пурпурові; крайові — безплідні, з глибоко розділеним на 3–4 частки віночків; серединні — двостатеві. Загальна квітколоже щетинисте. Сім'янки темно-бурі, шовковисто запушені, їхній чубчик чорний, подвійний: з зовнішніх численних щетинок і 5 внутрішніх коротких лусочок. 2n = 30.

## Поширення
Поширений у Північній Африці, Європі, Азії від Туреччини до пн.-зх. Китаю й пн. Індії.
В Україні вид зростає на кам'янистих і вапнякових схилах — на півдні Степу і в Криму.